# Crkva Preobraženja Kristova u Dubrovniku
Crkva Preobraženja Kristova (Sigurata), zaštićeno kulturno dobro u Dubrovniku.

## Opis dobra
Nalazi se u sklopu ženskog franjevačkog samostana školskih sestara franjevki u sjevernom dijelu povijesne jezgre, na Pelinama, na vrh Ulice od Sigurate. Prvi put se spominje u dokumentima 1281. Središnji dio crkve sagrađen je u 9. st., u razdoblju predromanike, na temeljima kasnoantičke sakralne građevine iz 5/6. st., a dograđivana je u 16/17. st. Pripada skupini predromaničkih jednobrodnih građevina s bačvastim svodom, malom kupolom i četvrtastom apsidom. Nakon potresa 1667. g. predromaničkoj jezgri su dodati bočni brodovi. Južni brod povezan je vratima i malim natkrivenim mostićem s obližnjom kućom samostana.Teško je oštećena granatama 1991. godine, a obnovljena 1995. godine.

## Zaštita
Pod oznakom Z-7394 zavedena je kao nepokretno kulturno dobro – pojedinačno, pravna statusa zaštićena kulturnog dobra, klasificiranog kao sakralna graditeljska baština.

## Vanjske poveznice
- Školske sestre franjevke, Dubrovnik  Arhivirana inačica izvorne stranice od 8. prosinca 2021. (Wayback Machine)